# Luis Caffarelli
Luis Angel Caffarelli (Buenos Aires, 8 de dezembro de 1948) é um matemático argentino.
Em 2012 recebeu o Prêmio Wolf de Matemática.

## Obras
1. Fully Nonlinear Elliptic Equations by Luis Caffarelli and Xavier Cabré (1995), American Mathematical Society. ISBN 0-8218-0437-5
2. A Geometric Approach to Free Boundary Problems by Luis Caffarelli and Sandro Salsa (2005), American Mathematical Society. ISBN 0-8218-3784-2